# Robert I de Flandra
Robert I, supranumit Frizonul (n. 1029 – d. 13 octombrie 1093, Torhout, Flandra, Belgia), a fost conte de Flandra între 1071 și 1092.

## Biografie
Robert a fost fiul mai tânăr al contelui Balduin al V-lea de Flandra și al soției sale, Adela de Franța, fiica regelui Robert al II-lea al Franței.
Inițial, Robert urma să fie cel care asigura frontiera de nord a Comitatului Flandra, prin căsătoria cu Gertrude de Saxonia, contesa de Olanda care era văduvă.

### Lupta pentru Comitatul de Flandra
După moartea fratelui său, contele Balduin al VI-lea din 1070, nepotul de frate ale lui Robert, Arnulf al III-lea a succedat în comitat, cu sprijinul mamei sale, Richilde de Hainaut. Cu toate acestea, Robert l-a contestat pe Arnulf ca succesor în Flandra și s-a răsculat. El a început să recruteze trupe, în special în nordul Flandrei. Pe de altă parte, trupele lui Arnulf aveau în frunte renumiți oameni de arme, precum contele Eustațiu al II-lea de Boulogne, contele Eustațiu al III-lea de Boulogne și cavalerul Godefroy de Bouillon. 
Mai mult decât atât, Arnulf era susținut de regele Filip I al Franței, dat fiind că mătușa acestuia, Adela de Franța, fusese căsătorită cu Balduin al V-lea de Flandra. Printre forțele trimise de regele Franței în ajutorul lui Arnulf se numără și un contingent de zece cavaleri normanzi conduși de William FitzOsborn, conte de Hereford. Forțele lui Robert au atacat armata lui Arnulf (mult superioară numeric), înainte ca aceasta să se organizeze, în Bătălia de la Cassel din anul 1071. Arnulf însuși a fost ucis în luptă, odată cu William FitzOsborn, în vreme ce Richilde a fost capturată de oamenii lui Robert. Totuși, Robert a fost și el capturat de Eustațiu al II-lea de Boulogne. În cele din urmă, Richilde a fost schimbată cu Robert. Ca rezultat al acestor evenimente, fiul mai tânăr al Richildei, Balduin al II-lea de Hainaut a intrat în posesia comitatului de Hainaut, iar Robert a devenit conte de Flandra. De asemenea, Robert a câștigat prietenia regelui Filip I, oferindu-i acestuia mâna fiicei sale vitrege, Bertha de Olanda.
De asemenea, între anii 1086 și 1091 Robert I a mers în pelerinaj la Țara Sfântă, timp în care l-a lăsat ca regent pe fiul său, Robert al II-lea, tocmai în ideea de a asigura succesiunea acestuia.

## Căsătorie și descendenți
Robert s-a căsătorit cu Gertrude de Saxonia, fiica ducelui Bernard al II-lea de Saxonia cu Eilika de Schweinfurt și văduvă a contelui Floris I de Olanda. Robert și Gertrude au avut cinci copii:
- Robert, devenit conte de Flandra ca Robert al II-lea, căsătorit cu Clementia de Burgundia;
- Adela (d. 1115), căsătorită întâi cu regele Knut al IV-lea al Danemarcei, mamă a contelui Carol I de Flandra, apoi căsătorită cu Roger Borsa, duce de Apulia;
- Gertruda, căsătorită întâi cu contele Henric al III-lea de Leuven, cu care a avut patru copii,[5] apoi cu ducele Thierry al II-lea de Lorena, devenind mama contelui Thierry de Alsacia, viitor conte de Flandra;
- Filip de Loo, al cărui fiu ilegitim Guillaume d'Ypres a ridicat el pretenții asupra comitatului de Flandra;
- Ogiva, abatesă de Messines.